# Samana falcatella
Samana falcatella là một loài bướm đêm trong họ Geometridae.